# John Adams (judoka)
John Edward Adams Pérez (ur. 16 lipca 1960) – dominikański judoka. Olimpijczyk z Los Angeles 1984, gdzie zajął dziewiąte miejsce w wadze półciężkiej.
Srebrny medalista igrzysk Ameryki Środkowej i Karaibów w 1986 roku.

## Letnie Igrzyska Olimpijskie 1984
| Konkurencja | Eliminacje           | Repasaże         | Klas. końcowa |
| Konkurencja | Przeciwnik I         | Przeciwnik I     | Miejsce       |
| ----------- | -------------------- | ---------------- | ------------- |
| -95 kg      | Ha Hyung-joo (KOR) P | Joe Meli (CAN) P | 9.            |